# Marie Sandholt
Anna Marie Louise Sandholt, född 22 mars 1872 i Köpenhamn, död 23 september 1942 i Köpenhamn, var en dansk målare och keramiker.
Hon var dotter till läkaren Peter Boll Wivet Sandholt och Lovise Victoria Aagaard och studerade vid Tegne og Kunstindustriskolen for Kvinder och vid Kunstakademiets Kunstskole for Kvinder 1892–1901. Marie Sandholt fick  privatundervisning av målaren Viggo Pedersen år 1897–1899 samtidigt som hon undervisade hans barn. Uppehållet hos Pedersen präglade hennes senare stil och motivval, till exempel Morgonglädje från 1902, som avbildar en mor i sängen med sina barn.
Marie Sandholt debuterade i en utställning på Charlottenborgs Forårsudstilling 1895 och ställde därefter ut separat ett flertal gånger i Köpenhamn. Hon fanns även representerad i Kvindernes Udstilling 1985. Hon vistades i Sverige en period under 1920-talet och utförde då ett antal målningar med motiv från Stockholm och Arild. Hennes konst består av porträtt och landskapsmålningar. Hon målade många bilder av skogar och träd och gjorde skisser och akvareller på plats i naturen som senare blev inspiration till de oljemålningar hon målade i hemmet.
Som keramiker var hon knuten till flera danska porslinsfabriker där hennes björnfigurer från Den kongelige Porcelainsfabrik är de mest kända. Hon tillhörde konstnärsgruppen Nymindegabmalerne.